# Como
Como (lombardul Comm) város az olaszországi Lombardiában. A Comói-tó délnyugati csücskében fekszik, Milánótól 45 km-re északra. Como megye székhelye.

## Fekvése

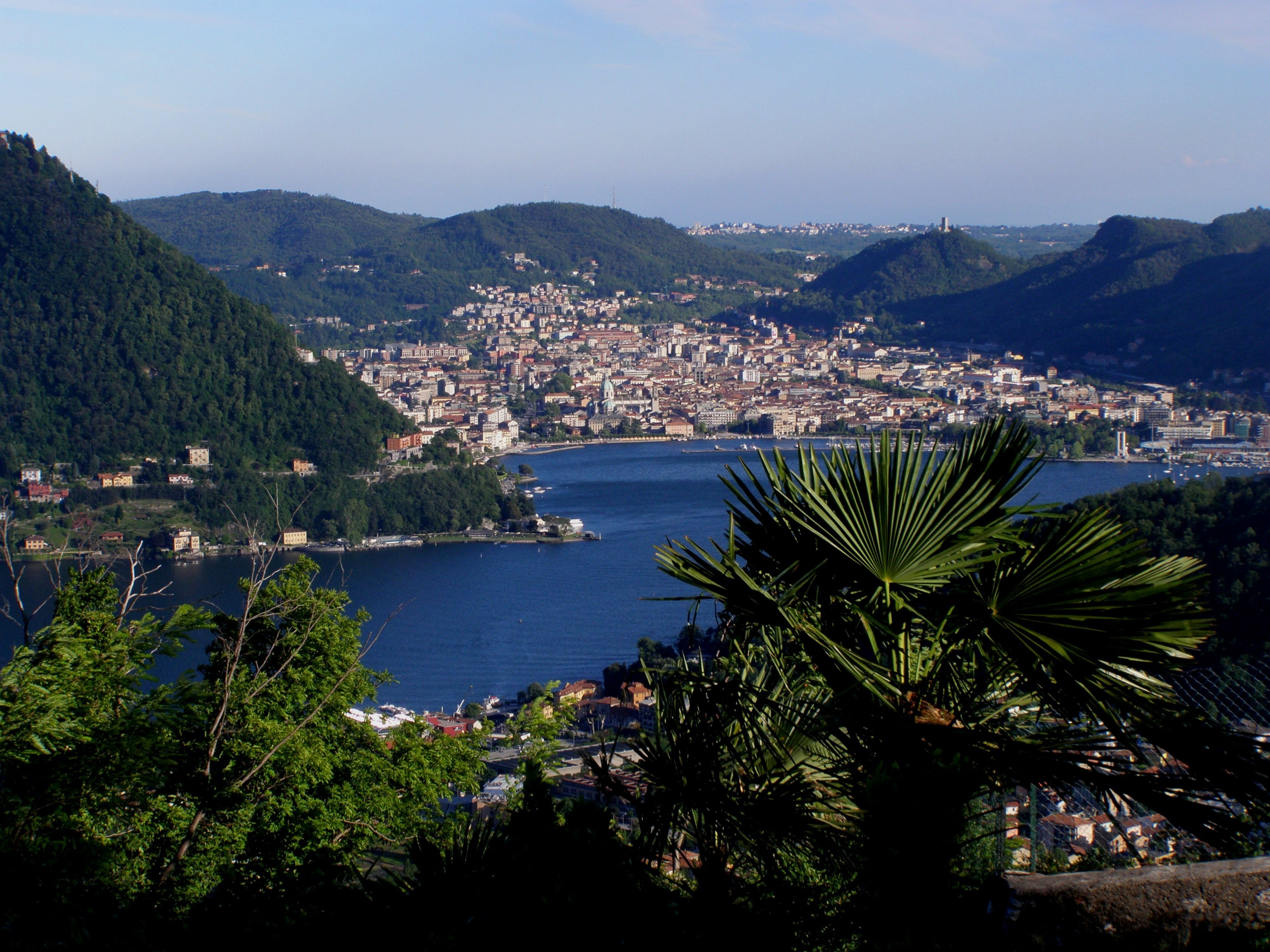
Como fekvése

Az északolasz tóvidék legnagyobb városa, a Comói-tó nyugati ágának déli csücskénél, 202 m magasságban fekszik. A Szent Gotthárd-hágón és Chiassón át Milánóba vezető út- és vasútvonal mentén terül el, amely keresztezi a Bergamo és Lecco felől érkező és nyugati irányban a Lago Maggiore felé vezető utat.

## Éghajlata
| Hónap                         | Jan. | Feb. | Már. | Ápr. | Máj. | Jún. | Júl. | Aug. | Szep. | Okt. | Nov. | Dec. | Év   |
| ----------------------------- | ---- | ---- | ---- | ---- | ---- | ---- | ---- | ---- | ----- | ---- | ---- | ---- | ---- |
| Átlagos max. hőmérséklet (°C) | 6,5  | 9,0  | 13,0 | 18,0 | 23,0 | 27,0 | 29,0 | 28,5 | 24,0  | 18,0 | 11,5 | 8,0  | 18,0 |
| Átlagos min. hőmérséklet (°C) | −1,0 | 0,0  | 4,0  | 8,0  | 13,0 | 16,0 | 18,0 | 17,5 | 14,0  | 10,0 | 4,0  | −0,5 | 8,6  |
| Átl. csapadékmennyiség (mm)   | 52   | 35   | 47   | 110  | 128  | 134  | 98   | 97   | 105   | 121  | 99   | 46   | 1072 |
| Havi napsütéses órák száma    | 59   | 97   | 151  | 176  | 209  | 242  | 285  | 253  | 187   | 129  | 65   | 58   | 1911 |
| Forrás:                       |      |      |      |      |      |      |      |      |       |      |      |      |      |

## Története

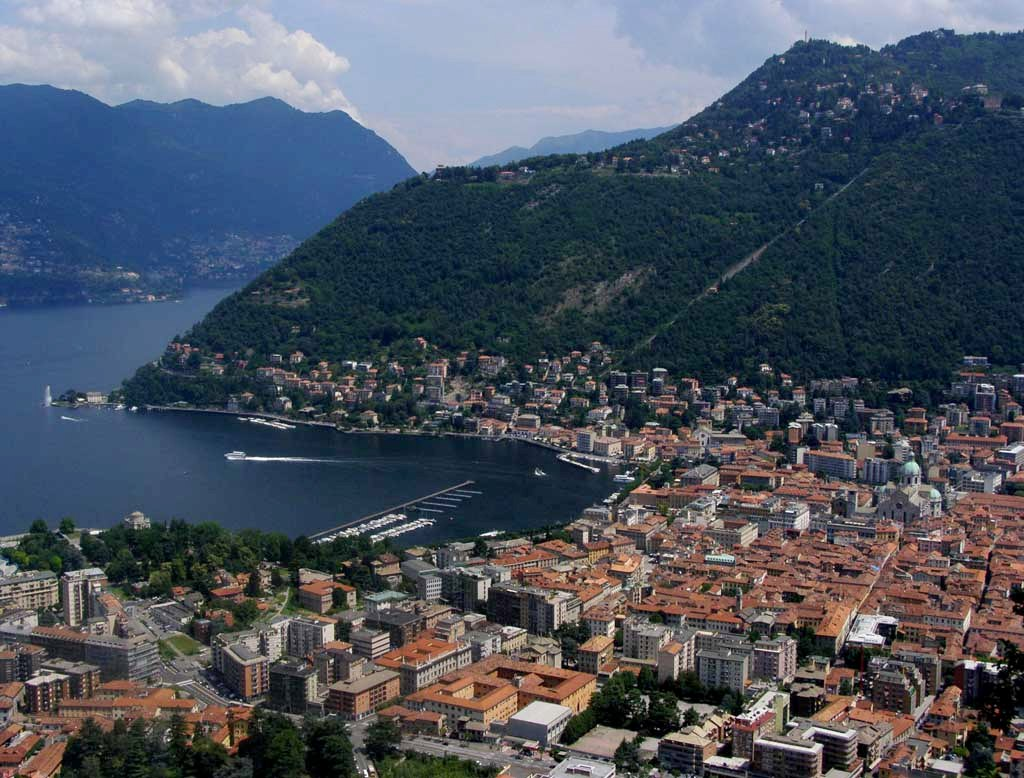
Como óvárosa

Como a tóvidék legnagyobb, történelmi múlttal rendelkező települései közé tartozik. Már a kelták idején jelentős város volt; a rómaiak i. e. 195-ben foglalták el. Julius Caesar és Augustus korában – mivel fontos közlekedési útvonalon feküdt – mint megerősített város a Novum Comum nevet viselte. Kitűnő földrajzi fekvése évszázadokon keresztül meghatározta a város történetét.
A népvándorlás, valamint a városállamok egymás közötti vetélkedése fékezte ugyan Como fejlődését, de felvirágzását nem tudta megakadályozni. Később IV. Henrik német-római császár és VII. Gergely pápa között az elmérgesedő viszály során (1077 táján) is megőrizte függetlenségét. A Milánóval folytatott, 1118-tól 1127-ig tartó háborúban azonban alulmaradt és a várost ekkor lerombolták. II. Frigyes német-római császár építette újjá, aki Comóban szövetségest talált Milánóval szemben. A város püspökei ez időben jelentős hatalomra tettek szert. Nem sokkal utána Como a Della Torre, a Visconti, majd 1450-ben a Sforza-család birtokába került. Az elkövetkező idők során Lombardia sorsában osztozott: spanyol, francia, majd osztrák fennhatóság alatt állt. Mária Terézia uralkodása idején indult meg a városban a selyemszövés.
A 18–19. század fordulóján a I. Napóleon által szervezett Itáliai Királysághoz tartozott. 1815-től a bécsi kongresszus határozata szerint az Osztrák Császársághoz tartozó Lombard–Velencei Királyság része lett. Az 1859-es szárd–francia–osztrák háború során Garibaldi csapatai felszabadították, a várost Lombardiával együtt a Szárd–Piemonti Királysághoz csatolták. 1861-ben lett az egyesült Olasz Királyság része.
1945 áprilisában szinhelye volt Benito Mussolini menekülésének és letartóztatásának.

## Demográfia
A város népességének alakulása:

## Fő látnivalók
- Tempio Voltiano (Volta-templom) - 1927-ből származó klasszicizáló stílusú épület. A nagy fizikus, Volta életének néhány dokumentuma látható benne, többek között az első galvánelem is.
- Monumento ai Caduti (Elesettek emlékműve) - Antoni Sant’Elia tervezte meg az első világháború áldozatainak emlékére. 33 méter magas.
- San Giorgio-bazilika - egy 11. századi templom helyén épült 1644-ben barokk stílusban. Homlokzatát Antonio Silva építette 1709-ben. Legnagyobb értéke Paulo Recchi 1686-ban festett freskója. A templomot 1876-ban restaurálták.
- Villa Olmo - Simone Cantoni tervezte 1782-ben. Első tulajdonosa Innocenzo Odescalchi márki volt. 1882-ben a palotát átépítették; napjainkban főleg kiállítások és kongresszusok rendezésére használják. Szép parkjából kitűnő kilátás nyílik a Comói-tó öblére és a városra.
- Sant’Agostino-templom - a 14. század elején épült gótikus stílusban. Régi freskótöredékei igen értékesek.
- Palazzo Vescovile (Püspöki palota) - Alberico püspök emelte 1013-ban. Később többször is átépítették. Belsejében értékes 15. századi freskók, püspöki portrék és gobelinek láthatók.
- Duomo - Észak-Olaszország egyik legnevezetesebb műemléke. Építése hosszú ideig tartott és századokon át alakítottak rajta. 1396-ban kezdték el, de a gótikus székesegyházat egy korábbi, több hajós, román stílusú bazilika átépítésével hozták létre. Alkotói a comacini mesterek voltak. Homlokzatát, amelyen a gótikus stílus már korai reneszánsz elemekkel keveredik, 1457-ben Florio di Bonta tervezte. 1513-ból származó szentélye már tiszta reneszánsz stílusban készült. Az utolsó építési szakaszban, 1744-ben, Juvara tervei szerint helyezték a székesegyházra a 75 m magas kupolát. A kapuzat fölötti öt fülkében szobrokat helyeztek el, Tomaso és Giacomo Rodari alkotásait. Fölöttük van a kapuzat szélességének megfelelő rózsaablak, Luchino Scarabota műve. A portáltól jobbra és balra nyíló díszes fülkében az idősebb és az ifjabb Plinius ülő szobra látható, fölöttük ugyancsak félköríves, színes ablakokkal. Távolabb, a főkapu két oldalán egy-egy szerényebb, de nem kevésbé művészi kapuzat nyílik, ezek Rodari alkotásai. A bal oldalit a béka kapujának nevezik, díszítő faragásai között ugyanis egy béka domborműve is szerepel. A székesegyház 87 m hosszú és 58 m széles háromhajós, alaprajza latin kereszt alakú. A főhajó pillérei között látható művészi gobelinek részben a flamand iskolának, részben Firenze és Ferrara hercegi stílusának jellegzetességeit tükrözik. A jobb oldalhajó elejét Luigi Aliati szoborcsoportja díszíti, középpontjában Tolomeo Gallio kardinális alakjával. Utána Tomaso Rodari Szent Lucia oltára következik, Szent Sebestyént és Szent Kristófot ábrázoló, Luini iskolájából származó festményekkel. Majd Szent Abbondino oltára következik, mellette áll a Szent Jeromos oltár Luini Madonna és a gyermek Jézus című festményével. A sekrestyéből széles lépcső vezet a szentélybe, a bronz- és márványdíszítésű barokk főoltárhoz, amely 1723-ban készült Rómában. A kanonokok sekrestyéjének mennyezeti freskója Mária mennybevitelét ábrázolja, alkotója Antonio Schienze (1570). A bal oldalhajóban látnivalói: A feszület kápolnája, szentélyének egyik fülkéjében egy művészi Szent Sebestyén szoborral. A Bánatos Szűzanya oltárának domborművét (Krisztus levétele a keresztről) Rodari alkotta. Szent József oltárát két értékes festmény, Luini Krisztus születése és Gandenzio Ferrari A Szűz eljegyzése című festménye díszíti. Végül Rodari műve, Szent Apollónia oltára következik, amelyen XI. Ince pápa és Carlo Rovelli püspök mellszobra látható.
- Broletto (egykori városháza) - 1215-ben épült s vörös-, szürke- és fehérmárvány homlokzatát a 15. században kissé megcsonkították, hogy helyet biztosítsanak a dóm bővítésére és kialakíthassák a tér formáját. A Brolettót [1899]-ben restaurálták. Hatalmas tornya – a Torre de Commune – egyidős az épülettel, 1921-ben állították vissza eredeti formáját.
- Teatro Sociale - a klasszicista stílusú színház 1811 és 1813 között épült Giuseppe Cusi tervei szerint.
- Palazzo Porta-Cornezzi (új városháza) - 1616-ban épült; oszlopos folyosóján neves államférfiak mellképei és az emléküket idéző dokumentumok láthatók. Legértékesebb része a mai kincstári terem, amelynek stukkódíszítései és mennyezeti freskói 1630-ból, Gian Paolo Recchitől származnak.
- San Fedele-templom - a 9-12. században épült román stílusban. A háromhajós templomot egy négyezeti torony koronázza meg. Belső díszítései közé tartozik néhány Carlo Carlone festmény.
- Torre di Porta Vittoria - a város régi erődítményrendszerének legépebb maradványa. 1192-ből származik, csakúgy, mint két másik fennmaradt torony, a Porta Nuova és a Porta San Vitali, az egykori városfal sarokpontjain.
- Santa Annunziata-bazilika - 1564 és 1574 között épült, egy régebbi templom helyén. Homlokzatának dísze Giuseppe Bayer márvány szoborcsoportja, amely Gyümölcsoltó Boldogasszonyt ábrázolja.
- San Abbondio-bazilika - a dóm mellett Como legjelentősebb művészettörténeti értéke, amelyet a város patrónusának szenteltek. Valamikor 1063 és 1095 között építették és 1587-ben felújították. Két kecses tornya a templom keleti végén áll, s közülük az egyiket a 17. században lerombolták, de később újra felépítették. Kívülről a legérdekesebb látványt az apszis nyújtja, amelyet állatokkal és más figurákkal díszített, félköríves, ugyancsak fehér márványból készült ablakok ékesítenek. Belső elrendezése öthajós. Hatalmas szentélyét frízek, domborművek és szobrok díszítik; ezek egy része a feltevések szerint régebbi eredetű, mint maga a templom. A szentély 14. századi freskói jeleneteket ábrázolnak Krisztus életéből.

A templomtól tovább, déli irányban, a Via Regina (vagy a Piazza Vittoriától a Via Milano és a Via Teresa) vezet a város dél¬nyugati 
- San Carpoforo-bazilika - eredete a 4. századra nyúlik vissza. Félix püspök építette valószínűleg egy római, Merkúrnak szentelt szentély helyén. A háromhajós építmény legszebb részei: a harangtorony és a 11. századból származó szentély.

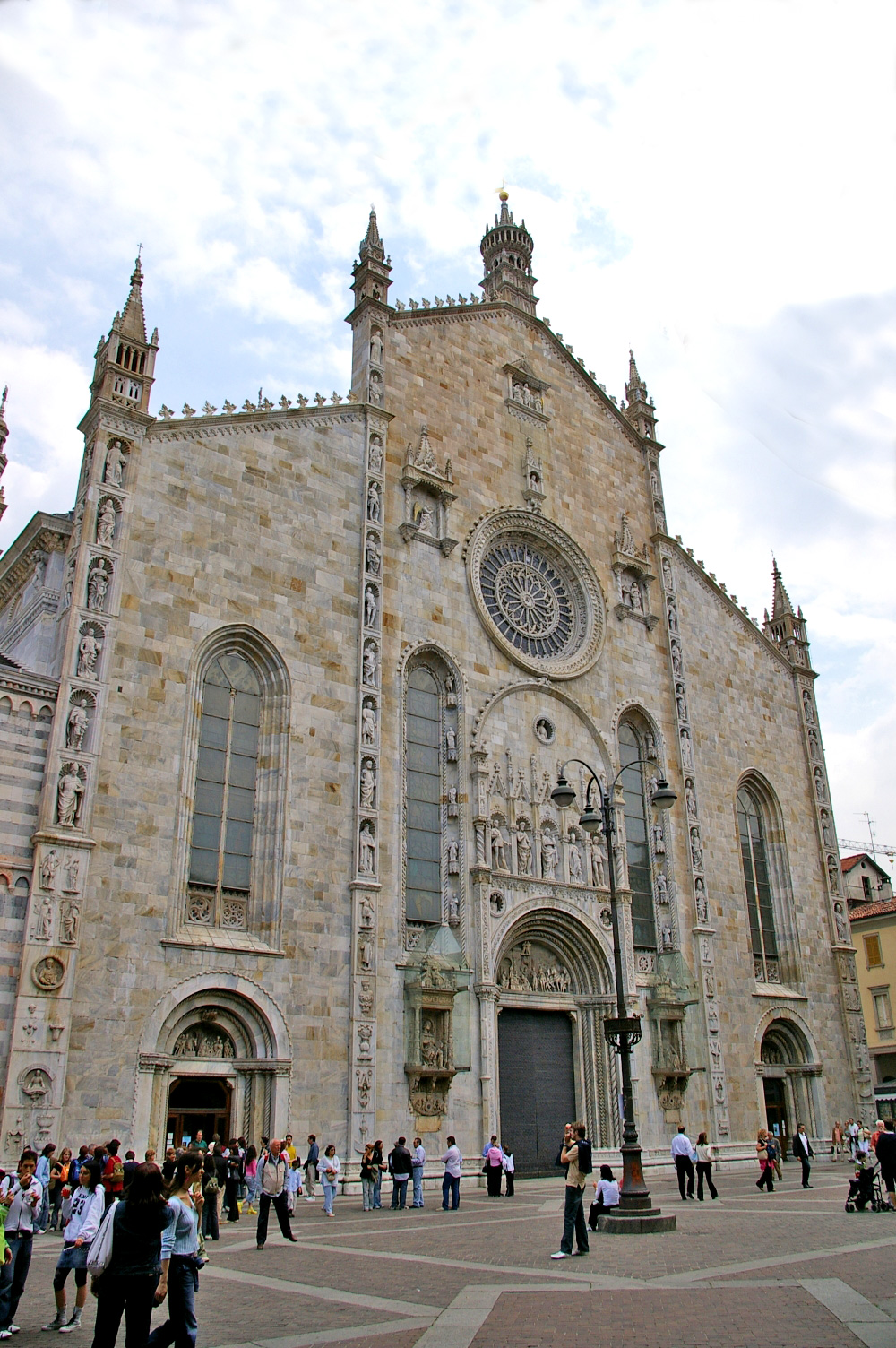
A dóm homlokzata
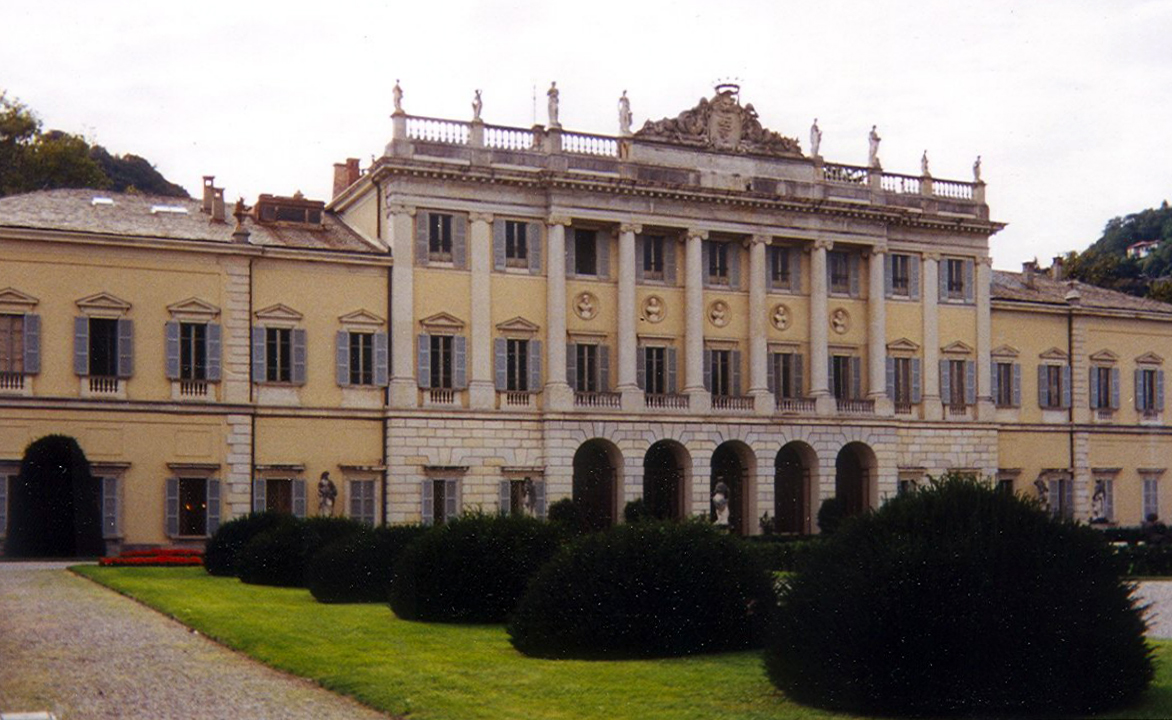
Villa Olmo
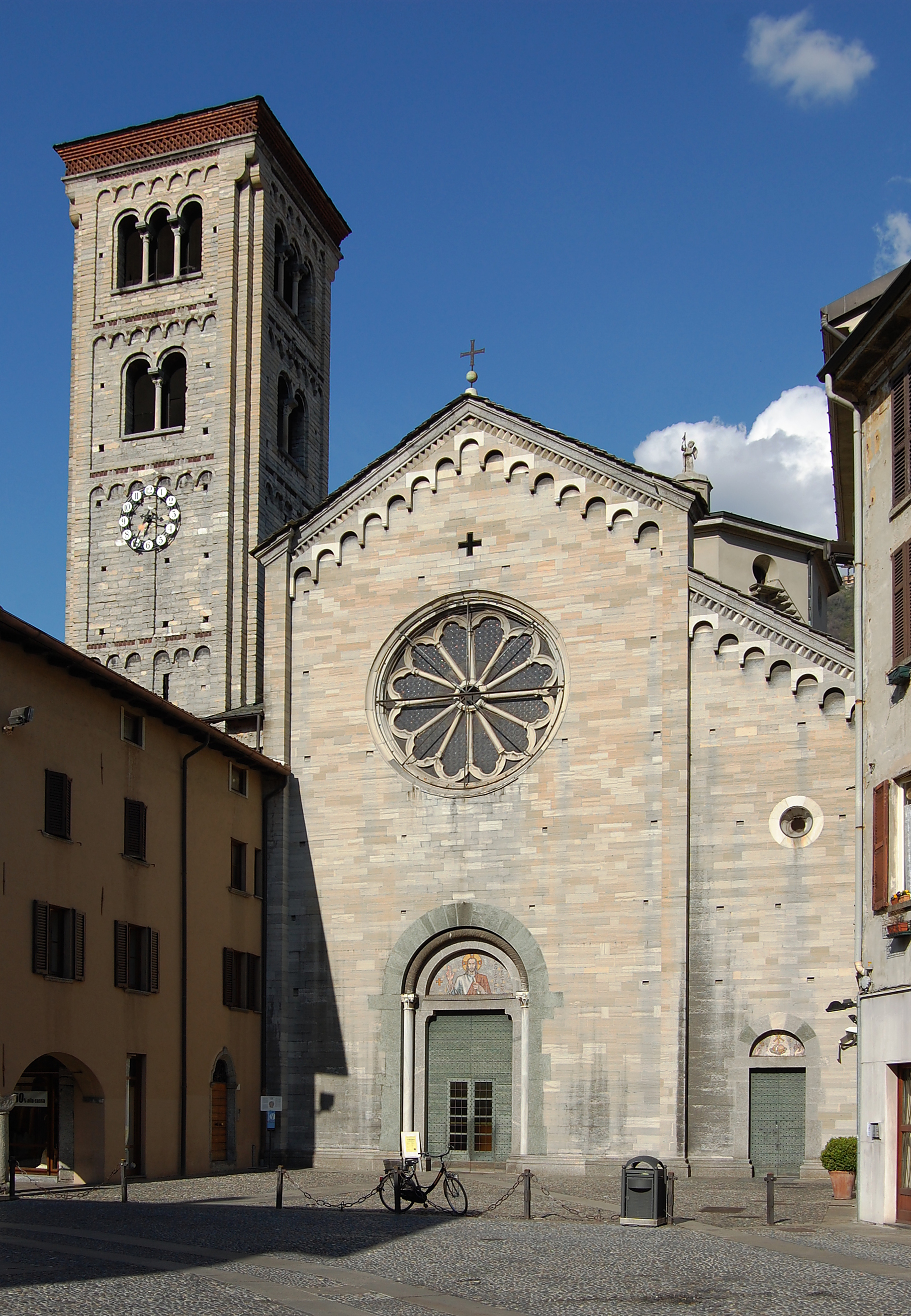
San Fedele-templom

## Híres comóiak
- Idősebb Plinius
- Ifjabb Plinius
- XI. Ince pápa
- Alessandro Volta fizikus
- Gianluca Zambrotta labdarúgó
- Cosima de Flavigny Liszt Ferenc lánya, Richard Wagner felesége